# Homo mensura
Homo mensura лат. (изговор: хомо менсура). Човјек мјера! (Протагора)

## Поријекло изреке
Ову изреку је изрекао као један од  принципа своје  филозофије  стаогрчки мислилац Протагора.

## Изрека другачије
Omnium rerum (mensura) homo лат. и „Panton chrematon metron ho anthropos“ грч.:
„Свим је стварима мјерило човјек“ (Питагора)

## Значење
„Најстарији“ је човјек. Све што постоји и свака мисао о томе одређена је човјеком, његовим субјективитетом. Све је самјерљиво човјеком. Зато је свим стварима мјера човјек.